# Klášter Odivelas
Klášter svatého Dinise v Odivelas (portugalsky Mosteiro de São Dinis) je ženský klášter v Odivelas na předměstí Lisabonu. Jedná se o směsici gotického, manuelského a barokního slohu.
Klášter byl založen roku 1295 králem Dinisem jako cisterciácká fundace. Podle legendy král slíbil založit klášter po pádu z koně při lovu na medvěda. Klášter byl postaven během 14. století v gotickém slohu. Je místem posledního odpočinku Dinise, jeho dcery Marie a infanta Jana, syna krále Alfonse IV. Konec života zde strávila morem nakažená královna Filipa z Lancasteru, která zde byla po svém skonu v roce 1415, dočasně také pohřbena.